# Iwan Wassiljewitsch Bobrow
Iwan Wassiljewitsch Bobrow (russisch Иван Васильевич Бобров; * 7. Februar 1904 in Moskau; † 12. April 1952 ebenda) war ein sowjetischer Theater- und Film-Schauspieler.

## Biografie

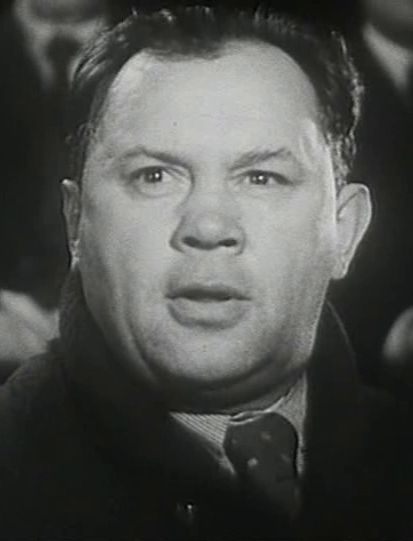
Bobrow in Boxjory (1941)

Bobrows Eltern waren die Hausfrau Olga Semjonowna Bobrowa (1885–1965) und der Anwalt Wassili Iwanowitsch Bobrow (1882–1924). Er hatte zwei jüngere Geschwister, Wladimir (1908–1960) und Sinaida (1911–1990).
Der spätere Schauspieler arbeitete ab 1917 im Speditionswesen und wurde Mitte der 1920er Jahre von einem Assistenten Sergei Eisensteins entdeckt. In Panzerkreuzer Potemkin (1925) durfte er einen Matrosen mimen und entschied sich daraufhin für eine Laufbahn als Darsteller. Wenig später folgte die Hauptrolle als demobilisierter Rotarmist in Крепыш (Krepysch, 1926). Aufgrund seiner anfänglichen Erfolge erhielt Bobrow einen Vertrag beim Sowkinostudio, wurden aber im November 1926 zum Militärdienst verpflichtet. Dort begann er zu boxen und nahm in den Jahren 1927 und 1928 auch an Sportreisen nach Oslo und Riga teil. Nach dem Ende des Armeedienstes 1929 setzte Bobrow seine Filmkarriere fort, arbeitete parallel dazu aber auch bis 1931 als Boxtrainer. Aufgrund seiner stämmigen Statur spielte der dunkelhaarige Mime überwiegend volkstümliche, zuweilen aber auch negative Charaktere. Dank seines athletischen Auftretens war er insbesondere beim weiblichen Publikum beliebt. Mit Beginn des Deutsch-Sowjetischen Krieges wurde Bobrow evakuiert und drehte zeitweise für das Studio Taschkentfilm. 1944 konnte er nach Moskau zurückkehren und arbeitete zunächst für Meschrabpom, wurde danach aber wieder für Mosfilm tätig. Bobrow trat in über 50 Werken auf, die nach Krepysch einzige Hauptrolle gab der Moskauer in der von Nikolai Michailowitsch Gortschakow und Michail Janschin 1933 gedrehten Komödie Чёрный барак (Tschorny barak). Außerdem stand er in der Nachkriegszeit für das Moskauer Staatstheater der Kinodarsteller auf der Bühne.
Bobrow war seit 1931 mit der Sekretärin Lidija Krawtschenko verheiratet, beide ließen sich jedoch drei Jahre später scheiden. Danach ging er eine kurzlebige Verbindung mit seiner Kollegin Natalija Maximilianowna Gizerot (1915–1991) ein. Bobrows dritte Gattin war die Schauspielerin Walentina Andrejewna Sotowa (* 1914). Er galt privat als geselliger, jedoch auch ruhiger und disziplinierter Mensch.
Für Гибель "Орла" (Gibel "Orla", 1941) wurde ihm der Moskauer Stadtpreis verliehen, dem folgte 1950 das Ehrenzeichen der Sowjetunion.
Am 12. April 1952 fühlte sich Bobrow während eines Spaziergangs mit seiner Ehefrau plötzlich unwohl und starb kurz nach der Heimkehr an einem Herzinfarkt. Er wurde auf dem Miusskoje-Friedhof, Abschnitt 2, in Moskau beigesetzt. 13 Tage nach Bobrows Tod wurde sein Sohn Alexei geboren. Dieser ließ sich später am Staatlichen All-Unions-Institut für Kinematographie zum Regisseur ausbilden und nahm auch vereinzelt Engagements als Darsteller an, so z. B. in Das Vermächtnis des Professors Dowell (1984). Er lebt heute in den Niederlanden.

## Theaterarbeit (Auswahl)
- Deep Are the Roots – von Arnaud d’Usseau und James Gow
- Молодая гвардия (Molodaja gwardija) – nach Alexander Fadejews Roman Die junge Garde
- Die Insel des Friedens (Ostro mira) – von Jewgeni Katajew
- Софья Ковалевская (Sofja Kowalewskaja) – von Leonid Dawidowitsch Tur und Pjotr Lwowitsch Tur

## Filmografie (Auswahl)
- 1925: Panzerkreuzer Potemkin (Bronenossez Potjomkin)
- 1926: Die Mutter (Mat)
- 1934: Aufstand der Fischer (Wosstanije rybakow)
- 1935: Der neue Gulliver (Nowy Gulliwer), als Bootsmann
- 1945: Der unsterbliche Kaschtschai (Kaschtschai bessmertny)
- 1946: Wolfsblut (Bely Klyk)
- 1947: Der Weg zum K.O. (Perwaja pertschatka)
- 1947: Frühling (Wesna)
- 1948: Das Lied von Sibirien (Skasanije o semle Sibirskoi)
- 1948: Die russische Frage (Russki wopros)
- 1951: Das unvergeßliche Jahr 1919 (Nesabywajemy 1919 god)